# Heleen de Coninck
Heleen C. de Coninck (Wageningen, 22 januari 1977) is een Nederlands klimaatonderzoeker. Ze is hoogleraar aan de Technische Universiteit Eindhoven, en aan de Radboud Universiteit Nijmegen. Ze is daarnaast plaatsvervangend voorzitter van de Wetenschappelijke Klimaatraad, een onafhankelijke raad die in 2022 werd opgezet en het kabinet adviseert over klimaatbeleid.
Ze is specialist in internationaal klimaatbeleid, overdracht van technologie, en energietechnologie, inclusief de afvang en opslag van koolstofdioxide.
Ze was in 2018 een van de hoofdauteurs van het tussentijds rapport Global Warming of 1.5 °C (SR15) van het Intergovernmental Panel on Climate Change (IPCC; de Intergouvernementele Werkgroep inzake Klimaatverandering) en was een van de schrijvers van het derde deel van het zesde rapport van de IPCC dat werd gepubliceerd in april 2022 (AR6-WGIII). Haar bijdragen aan het werk van het IPCC leverde haar een "stukje" van de Nobelprijs voor de Vrede op, die in 2007 aan de IPCC werd toegekend.

## Biografie
De Coninck studeerde Scheikunde en Milieu-natuurwetenschappen aan de Radboud Universiteit en promoveerde in 2009 aan de Vrije Universiteit in Amsterdam.